# Chair de poule (série télévisée, 1995)
Pour les articles homonymes, voir Chair de poule (homonymie).
 (septembre 2013).
Si vous disposez d'ouvrages ou d'articles de référence ou si vous connaissez des sites web de qualité traitant du thème abordé ici, merci de compléter l'article en donnant les références utiles à sa vérifiabilité et en les liant à la section « Notes et références ».
Chair de poule (Goosebumps) est une anthologie télévisée canadienne en 74 épisodes de 21 minutes, créée par Deborah Forte, adaptée de la série de romans Chair de poule de R. L. Stine et diffusée entre le 27 octobre 1995 et le 16 novembre 1998 sur YTV.
Au Québec, la série fut doublée et diffusée à partir du 6 septembre 1996 sur Canal Famille. En France, la série a été re-doublée et diffusée à partir du 23 août 1997 sur France 2 dans La Planète de Donkey Kong puis dans KD2A jusqu'en 2003 et rediffusée sur Fox Kids puis Jetix jusqu'à l'été 2008 ainsi que sur Disney XD dans les années 2010. En Belgique, elle a été diffusée par la chaîne Club RTL au début des années 2000, et en Suisse, sur TSR2 dans l'émission Les Zap à plusieurs reprises.
La première saison disponible sur Netflix a eu droit à un troisième doublage, belge cette fois-ci. De plus, elle ne reprend pas l'ordre ni tous les épisodes de la saison tels que diffusés originellement. 
La série marque la première adaptation en prise de vues réelles de Chair de poule. Elle sera suivie par deux adaptations cinématographiques, ainsi que par une seconde série télévisée, lancée en 2023.

## Origine
La série Chair de poule est adaptée des romans à succès éponymes pour la jeunesse écrits par Robert Lawrence Stine. Cet auteur américain a écrit de nombreux romans aux histoires plus cauchemardesques les unes que les autres. Parmi les titres les plus connus, on peut citer Le Masque hanté ou Sang de monstre, par exemple.
La plupart de ces histoires, écrites dès 1992, ont ainsi été adaptées en épisodes de 21 minutes, retranscrivant fidèlement l'univers des livres.

## Synopsis
Cette série, destinée aux enfants, est une série d'histoires horrifiques et fantastiques.
Chaque épisode, sauf épisodes doubles ou triples, fonctionne indépendamment des autres, chacun mettant en scènes des personnages et des situations différentes.
Tous les épisodes reposent plus ou moins sur le même principe : les protagonistes, toujours des enfants ou des adolescents entre 8 et 14 ans, se retrouvent confrontés à un phénomène inexplicable et terrifiant, incarné le plus souvent par un objet ou une créature bien spécifique (un appareil photo, un pantin, une horloge, un loup-garou, un masque, une momie, etc.).
C'est sur cet événement inhabituel que va se baser toute l'intrigue. De là, tout va de mal en pis jusqu'à un dénouement, qui n'en est pas réellement un. En effet, un dernier événement auquel ne prend souvent pas part le héros laisse présager que l'histoire va se reproduire (comme un pantin se réveillant à nouveau ou la réapparition d'insectes ayant provoqué des ennuis).

## Fiche technique
- Titre original : Goosebumps
- Titre français : Chair de poule
- Création : R. L. Stine
- Scénario : R. L. Stine, d'après la série de livres Chair de poule
- Musique : Jack Lenz
- Production : Deborah Forte
- Sociétés de production : Protocol Entertainment, Scholastic, GVFX
- Sociétés de distribution : 20th Television, Saban Entertainment
- Pays d'origine :  Canada
- Langue d'origine : anglais
- Chaîne d'origine : YTV
- Nombre d'épisodes : 74 (4 saisons)
- Genre : Série fantastique, horrifique
- Durée : 21 minutes
- Dates de première diffusion :
  -  États-Unis : 27 octobre 1995 sur Fox Kids
  -  Canada : 28 octobre 1995 sur YTV
    -  Québec : 6 septembre 1996 sur Canal Famille

  -  France : 23 août 1997 sur France 2
- Public : Tout public

## Distribution
Dans chaque épisode les personnages varient, il est donc impossible de lister tous les acteurs de la série.
Néanmoins, certains acteurs ont joué dans plusieurs épisodes différents.
Par ailleurs, la série a notamment révélé Hayden Christensen (futur interprète entre autres d'Anakin Skywalker dans la saga Star Wars) qui a fait ses débuts dans la série en 1997 à l'âge de 16 ans notamment dans l'épisode Le Pantin maléfique (parties 1 et 2) où il joue le rôle de Zane, un enfant persécuté par ses cousins et des marionnettes ; de même que Ryan Gosling, interprétant le personnage principal dans l'épisode Dangereuses Photos, ainsi que Andrea Joy Cook (qui interprète Jennifer « J.J. » Jareau dans la série Esprits criminels) dans l'épisode Ne réveillez pas la momie où elle joue le rôle de Kim, la grande sœur de Jeff qui cherche sans arrêt à le terrifier.
Colin Fox joue le rôle du commerçant dans les épisodes Le Masque hanté I (parties 1 et 2) et Le Masque hanté II (parties 1 et 2).
La série possède trois doublages francophones. Le premier est originaire du Québec (VQ), le second de France (VF) et le dernier de Belgique (VB) mais uniquement pour la saison 1.

### Voix françaises
Par ordre alphabétique
- Benoît Allemane
- Vincent Barazzoni
- Michel Bedetti
- Serge Bourrier
- Jacques Brunet
- Aurélia Bruno
- Claude Chantal
- Dominique Chauby
- Maïk Darah
- Michel Dodane
- Paolo Domingo
- Patrice Dozier
- Philippe Dumat
- Alain Flick
- Patrick Floersheim
- Marc François
- Natacha Gerritsen
- Hervé Grull
- Pascal Grull
- Sylvie Jacob
- Jean-Luc Kayser : Robert Lawrence Stine
- Jean-François Kopf
- Michel Lasorne
- Bernard Lanneau
- Francis Lax
- Brigitte Lecordier
- Christophe Lemoine
- Jean-Pierre Leroux
- Sarah Marot
- Tony Marot
- Marie-Eugénie Maréchal
- Joël Martineau
- Thierry Mercier
- Céline Monsarrat
- Rafaèle Moutier
- Éric Missoffe
- Monique Nevers
- Antoine Nouel
- Dorothée Pousséo
- Michel Prud'homme
- Blanche Ravalec
- Donald Reignoux
- Annabelle Roux
- Michel Ruhl
- Ludivine Sagnier
- Maurice Sarfati
- Gérard Surugue
- Bernard Tiphaine
- Alexis Tomassian
- Antoine Tomé
- Pierre Trabaud
- Lionel Tua
- Jane Val
- Dolly Vanden
- Vincent Violette

- Version française
  - Studio de doublage : SOFI
  - Direction artistique : Marc François
  - Adaptation : Frédéric Espin

### Voix québécoises
- Bernard Fortin
- Camille Cyr-Desmarais
- Hubert Gagnon
- Émilie Gervais
- Huguette Gervais
- Natalie Hamel-Roy
- Daniel Lesourd
- Denis Mercier
- Isabelle Miquelon
- Martin Pensa
- Aline Pinsonneault
- Charles Préfontaine
- Lawrence Arcouette
- Madeleine Arsenault
- Manon Arsenault
- Pierre Auger
- Inti Chauveau
- Hugolin Chevrette
- Marie-Andrée Corneille
- Vincent Davy
- Mario Desmarais
- Lisette Dufour
- Patrick Duplat
- Hubert Fielden
- Johanne Garneau
- Sabrina Germain
- Kim Jalabert
- Gilbert Lachance
- Hélène Lasnier
- Jacques Lavallée
- Joël Legendre
- Jean-Marie Moncelet
- Nicolas Pensa
- Nicholas Savard L'Herbier

- Version québécoise
  - Studio de doublage : Bellevue Pathé
  - Direction artistique : Hubert Gagnon
  - Adaptation : Huguette Gervais

 Source et légende : version québécoise (VQ) sur Doublage.qc.ca

### Voix belges (saison 1)
Épisodes Netflix :
- N1E01 : Épisode 4 : La Fille qui criait au monstre
- N1E02 : Épisode 14 : Terreur sous l'évier
- N1E03 : Épisode 3 : L'Horloge maudite
- N1E04 : Épisode 5 : La Colo de la peur - Partie 1
- N1E05 : Épisode 6 : La Colo de la peur - Partie 2
- N1E06 : Épisode 7 : Le Fantôme de l'auditorium
- N1E07 : Épisode 8 : Leçons de piano et pièges mortels
- N1E08 : Épisode 11 : Alerte aux chiens
- N1E09 : Épisode 12 : Sous-sol interdit - Partie 1
- N1E10 : Épisode 13 : Sous-sol interdit - Partie 2
- N1E11 : Épisode 9 : La Colère de la momie
- N1E12 : Épisode 10 : Le Pantin maléfique
- N1E13 : Épisode 15 : Dangereuses Photos

Distribution vocale
- Michel Hinderyckx : M. Mortman (N1E01) -- Anthony (N1E03) -- Oncle Al (N1E04-05) -- l'homme dans le placard (N1E08) -- Slappy (N1E12) -- Spidey (N1E13)
- Émilie Guillaume : Randy (N1E01) --- Michael 6 ans (N1E03) --- fille 3 & enfants (N1E04-05)
- Grégory Praet : Aaron (N1E01) --- garçon 1 (N1E03) --- Jay (N1E04-05) --- Oiseau (N1E13)
- Gaëtan Wenders : Papa (N1E01) --- l'homme effrayant (N1E03) --- Larry (N1E04-05)
- Shérine Seyad : Josh 6 ans (N1E03) --- Jay enfant, Dori & fille 1 (N1E04-05) --- Sari (N1E11) --- Alicia (N1E12)
- Pierre Le Bec : le clown (N1E03) --- Colin (N1E04-05) --- Larry (N1E08) --- Gabe (N1E11) --- Joey (N1E13)
- Stéphane Excoffier : Maman & Henry 6 ans (N1E03) --- garçon 1 (N1E04-05)
- Laurent Vernin : Papa (N1E03) --- le conseiller (N1E04) --- Papa (N1E05)
- Christophe Hespel : Papa (N1E02) --- Ambiances (N1E06) --- Papa (N1E09-10)
- Laurence César : Maman (N1E02) --- Mme Walker (N1E06) --- Maman (N1E09-10)
- Patrick Donnay : la télé monstre, l'éponge, le concierge (N1E02) --- Émile (N1E06) --- Marek (N1E09-10)
- Aaricia Dubois : Tina (N1E06) --- Kim (N1E07) --- Margaret (N1E09-10) --- Sarah (N1E12) --- Shari (N1E13)
- Arthur Dubois : Daniel (N1E02) --- Ambiances & petits rôles (N1E06) --- Casey (N1E09-10)
- Julie Basecqz : Mme Vanderhoff (N1E02) --- Ambiance (N1E06) --- Marek (N1E10) --- Margo & Fille 1 (N1E12)
- Pascal Racan : M. Levy (N1E06) --- Dr Murkin (N1E08) --- Ben (N1E11)
- Emmanuel Liénart : Shreek (N1E07) --- le conducteur (N1E11) --- Dennis (N1E12)
- Jean-Michel Vovk : Toogle (N1E07) --- M. Boyd (N1E08) --- Papa (N1E12) --- M. Banks (N1E13)
- David Manet : Papa (N1E07) --- M. Turnbull (N1E08) --- ambiances (N1E13)
- Micheline Goethals : Maman (N1E07) --- Mme Turnbull (N1E08) --- Nila (N1E11)
- Violette Pallaro : Mme Boyd (N1E08) --- ambiances (N1E11) --- Maman (N1E12) --- Riddick (N1E13)
- Colette Sodoyez : Maman (N1E01) --- Conseillère (N1E04-05)
- Audrey d'Hulstère : Lucy (N1E01) --- fille 2 (N1E04-05)
- Laëtitia Liénart : Kat (N1E02) --- Brooke (N1E06)
- Maxence Alloing : ambiances (N1E02) --- Carlo (N1E06)
- Bruno Borsu : Michael (N1E03) --- Mike (N1E04-05)
- Nancy Philippot : Tara (N1E03) --- Martha (N1E04-05)
- Antoni Lo Presti : Josh (N1E03) --- Billy (N1E04-05)
- Thibaut Delmotte : Henry (N1E03) --- Roger (N1E04-05)
- Helena Coppejans : Mona & Mona 6 ans (N1E03) --- Dawn (N1E04-05)
- Jean-Marc Delhausse : le robot (N1E07) --- Carl (N1E08)
- Raphaëlle Bruneau : Jerry (N1E07) --- Jed & Fille 2 (N1E12)
- Myriam Thyrion : le fantôme (N1E07) --- Mme Banks (N1E13)
- Marie du Bled : Lily (N1E08) --- Amy (N1E12)
- Mathias Billard : Manny (N1E08) --- Greg (N1E13)
- Simon Hommé : la momie (N1E11) --- ambiances (N1E13)
- Loïc Rolin, Gil Fontaine : ambiances (N1E02, N1E13)

- Version française
  - Studio de doublage : SDI Media 
  - Direction artistique : Jean-Marc Delhausse (N1E01, N1E03, N1E04-05, N1E09-10), Julie Basecqz (N1E02, N1E06, N1E07, N1E08, N1E11, N1E12, N1E13)
  - Adaptation : Alexandra Gibert (N1E01, N1E02, N1E09, N1E10, N1E12), Julie Girardot (N1E03, N1E04, N1E08, N1E11), Maud Joskin (N1E05, N1E06, N1E07), Catherine Van Langendonck (N1E13)

## Épisodes
| Saisons | Saisons | Chaîne | Épisodes | Diffusion originale | Diffusion originale | Diffusion française | Diffusion française |
| Saisons | Saisons | Chaîne | Épisodes | Début de la saison  | Fin de saison       | Début de la saison  | Fin de saison       |
| ------- | ------- | ------ | -------- | ------------------- | ------------------- | ------------------- | ------------------- |
|         | 1       | YTV    | 19       | 27 octobre 1995     | 17 mai 1996         | 23 août 1997        | 27 décembre 1997    |
|         | 2       | YTV    | 25       | 10 août 1996        | 20 juillet 1997     | 1er décembre 1997   | 29 janvier 1998     |
|         | 3       | YTV    | 22       | 6 septembre 1997    | 16 mai 1998         | 23 janvier 1998     | 24 décembre 1998    |
|         | 4       | YTV    | 8        | 14 septembre 1998   | 16 novembre 1998    | 21 décembre 1998    | 9 janvier 1999      |

## Générique
Le générique commence par un homme vêtu de noir portant une mallette sur une colline. Le nom gravé sur sa mallette révèle d'emblée l'identité de l'homme mystérieux : il s'agit de R. L. Stine, l'auteur des romans Chair de poule sur lesquels sont basés les épisodes de la série éponyme. Un vent puissant souffle, faisant tout d'un coup ouvrir la mallette de l'auteur d'où sortent des papiers qui s'envolent. Le village en fond à ce moment est Tadoussac, village du Québec. À noter que l'image du village a été inversée.
L'un des papiers se transforme en ombre ressemblant à un « G » (le même que celui du logo Goosebumps, le nom original de la série) et passe au-dessus d'un panneau d'affichage sur lequel figure une femme qui devient soudain terne et déprimée. L'ombre passe ensuite par-dessus un chien sous un porche dont le regard devient diabolique avec des yeux jaunes. Après avoir glissé sur un arbre, le « G » (dont le « C » du logo français Chair de poule est volontairement proche de celui-ci) passe la porte d'entrée d'une maison et commence ainsi un montage rapide d'extraits terrifiants de plusieurs épisodes de la série (principalement de la première saison) jusqu'à l'apparition du logo d'ouverture Chair de poule gluant et vert et de la note « D'après la série de livres de R. L. Stine » juste en dessous.
Dans le générique original, on entend une voix rauque d'un homme prévenant les jeunes téléspectateurs de la terreur qui les attendait pendant le défilement rapide des extraits des épisodes. Dans la version française, cette voix a été rajoutée à partir de la saison 3 et disait : « Attention mes jeunes amis… spectateurs sensibles s'abstenir ! ».
Le tout est bien évidemment sur fond de la musique angoissante et intrigante de Jack Lenz qui met le téléspectateur in media res dans le sentiment dominant de Chair de poule.
Pour les saisons 3 et 4, le générique original fut changé, avec la suppression des extraits rapides des épisodes. Ainsi dès que le « G » passe la porte, le logo apparaît. Néanmoins, dans la version française, le générique est toujours resté le même (avec l'ajout de la voix à partir de la saison 3).
Il existe une autre version du générique où lorsque l'homme en noir se dirige vers la colline, un effet de foudre est ajouté. Une fois les documents soufflés par le vent, l'homme se transforme en chauve-souris noires qui volent à l'écran. Le tout est suivi par un montage rapide d'extraits des différents épisodes de la série.

## Commentaires
- Certains des épisodes qui sont en deux parties dans les saisons 1 et 2 ont d'abord été diffusés aux États-Unis en une seule partie lors de soirées spéciales. Il s'agit des épisodes qui sont introduits et conclus par R. L. Stine lui-même : Le Masque hanté, Le Masque Hanté II, La Tour de la terreur, La Maison des morts, Le Pantin maléfique et Le Loup-garou des marécages.
- Certains livres de la collection Chair de poule, comme La Bête de la cave ou Méfiez-vous des abeilles ! par exemple, n'ont jamais été adaptés en épisodes. Ils furent soit abandonnés en cours de tournage soit jamais diffusés, notamment à cause de la difficulté d'adaptation ou de réalisation.
- La quatrième saison de la série ne comporte que des épisodes en deux parties (huit épisodes en tout).
- La série présente de nombreuses caractéristiques propres à la tradition américaine de l'horror show, tout comme les séries Les Contes de la crypte ou encore Fais-moi peur !.

## VHS et coffrets DVD
Cinq cassettes VHS sont sorties à la fin des années 1990 et au début des années 2000 : Le Masque hanté, La Revanche du pantin, Le Loup-garou des marécages, La Tour de la terreur et Bienvenue dans la Maison des morts.
En octobre 2012, la France est le premier pays au monde à sortir Chair de poule en coffret DVD avec l'intégrale saison 1.
Éditeur Arcadès - image pas remastérisée - coffret 1 saison 1 + coffret 2 saison 2 en 4 DVD + coffret 3 saison 3 et 4 en 4 DVD
- Saison 1 : sorti le 16 octobre 2012 (des épisodes déjà en VF remis en Bonus en VO)
- Saison 2 : sorti le 5 mars 2013 (VF uniquement)
- Saisons 3 et 4 dans le même coffret : sorti le 15 octobre 2013 (VF uniquement)
- Saisons 1 à 4 : coffret intégrale sorti le 1er octobre 2013 (les 3 coffrets présents dans un fourreau cartonné)
- Saisons 1 à 4 : coffret intégrale sorti le 2 février 2016 (encore les 3 coffrets dans un nouveau coffret)
- Chair de poule : Les histoires du pantin maléfique (les 4 épisodes avec Slappy) sorti le 2 février 2016 (avec en bonus l'épisode Dangereuses Photos).

## Films
Le film Chair de poule réalisé par Rob Letterman et est sorti en 2015 avec deux acteurs connus, Jack Black et Ken Marino.
La suite, Chair de poule 2 : Les Fantômes d'Halloween, est sortie en octobre 2018.